# Aedes peipingensis
Aedes peipingensis är en tvåvingeart som beskrevs av Feng 1938. Aedes peipingensis ingår i släktet Aedes och familjen stickmyggor. Inga underarter finns listade i Catalogue of Life.